# П-35 (ракета)
П-35 (П-6) (Индекс на УРАВ на ВМФ – 4К44, Класификацията на НАТО: SS-N-3a Shaddock, на български: Помело) е съветска крилата противокорабна ракета, разработена в ОКБ-52, последващо развитие на ПКР П-5. Предназначена за въоръжение на надводни кораби, подводни лодки и брегови ракетни комплекси, има гъвкави програмируеми траектории на полета.
Комплексът е предназначен за избирателно поразяване на надводни кораби, намиращи се зад радиолокационния хоризонт. Приет на въоръжение за ракетните крайцери от проекта 58 през 1962 г. Приет на въоръжение през 1966 г. На базата на ПКР П-35 е създаден подвижният ракетен комплекс „Редут“ и бреговия стационарен ракетен комплекс „Утьос“, а също и при ескизните проекти на специални бойни машини (наземни тактически ракетни комплекси) „обект 560“ и „обект 127“. Разработката и създаването на комплекса са наградени с Ленинска премия, предприятието е наградено Орден Трудово Червено знаме.

## История

### Свързани предприятия
Пусковата установка за ракетите е разработена в КБМ в Москва.

## Конструкция
Ракетите от семейството на П-35 имат пурообразен фюзелаж с крило с висока стреловидност и разположен под корпуса вертикален стабилизатор. В движение ракетата се привежда от турбореактивен двигател КРД-26 с разположен под фюзелажа в кърмовата част въздухозаборник, стартът се осъществява от пусков контейнер, с помощта на два твърдогоривни ракетни ускорителя.
Далечината на действие на ракетите варира в зависимост от височината и профила на полета. Височината на маршевия участък от полета може да се изменя от 400 до 7000 метра, далечината на действие се мени от 100 километра на минималната маршева височина на полета, и до 300 километра на максималната. Скоростта на полета достига М=1,8. Ракетата носи 560-килограмова фугасна бойна част или ядрена с тротилов еквивалент до 20 килотона.
ПКР има комбинирана система за насочване: радиокомандна на маршевия участък от полета и активно радиолокационно насочване във финалния участък. Далечината на действие на главата за самонасочване съставлява около 20 километра. На маршевия участък, операторът следи полета на ракетата с помощта на бордовата РЛС на кораба-носител и с команди „надясно“ и „наляво“ удържа курса по посока на целта. Ракетата при това трябва да остава в полето на видимост на радара на кораба-носител, т.е. над радиохоризонта.
На участъка на атаката, ПКР (намирайки се над радиохоризонта за кораба-носител) включва радиолокационния визьор и ретранслира на кораба данните, постъпващи от нейната глава за самонасочване. Операторът ръчно осъществява селекцията и разпределението на целите, след което ракетата прихваща избраната от оператора цел със своята активна радиолокационна глава за самонасочване и се снижава до височина 100 метра, осъществявайки атаката. Самонасочването отначало се осъществява само по курса (по хоризонталната плоскост), а след това ракетата преминава в плавно пикиране, снижавайки се към целта и едва близо до нея, осъществява насочване към целта по тангажа (вертикалата). Също е възможно и използването на ракетата против наземни цели: при това ракетата се насочва от оператора по данните от радиолокационния визьор и пикира към целта под ъгъл 80 градуса.
Освен това, е предвиден и напълно автономен режим, без връзка с кораба-носител, но при това ПКР се лишава от възможност да избира целите и е по-податлива на действието на радиосмущения.

## Базиране
Ракетата П-35 се изстрелва от много различни пускови установки. На ракетните крайцери от проект 58 има четиритръбна въртяща се пускова установка СМ-70. Разположена на въртяща се основа, установката може да се завърта по посока на целта, като така се улеснява насочването на ракетите в началния етап на полета. Установката също има възможност за презареждане в морето от ракетните погреби, където се съхраняват резервните ракети на боекомплекта, но поради сложните такелажни работи с тежките ракети, на презареждането не може да се разчита.
Ракетните крайцери от проекта 1134 получават две сдвоени непрезареждаеми ПУ КТ-35, насочващи се само по вертикалната плоскост.
Модификацията на ПКР, предназначена за подводници, ракетата П-6, се изстрелва от контейнерната пускова установка СМ-49. Пускът е възможен само в надводно положение, при скорост на субмарината не повече от 8 възела и вълнение на морето не повече от 4 бала. Преди пуска, пусковата установка (монтирана в корпуса) се издига на ъгъл до 15 градуса.

## Модификации

### П-6
Модификация на ракетата П-35 за стрелба от подводни лодки. Използва се телеуправление и транслация на изображение на целевата обстановки към пулт за управление на носителя. За първи път е решена задачата за избирателно поразяване на подвижна цел на голяма далечина, в т.ч. при залп с пълния боекомплект. Комплексът е предназначен за поразяване на надводни кораби (НК), намиращи се зад радиолокационния хоризонт и е създаден като съставна част на разузнавателно-ударната система, където също влизат спътниците УС-А и УС-П за получаване на информация от акваторията на Световния океан, централен пункт за обработка и разпределение на информацията, пункт за изработване на целеуказанията и предаването ѝ към стрелящата ПЛ. Комплексът е приет на въоръжение на ПЛ през 1964 г. Разработката и създаването на комплекса са наградени с Ленинска премия.
Ракетата се отличава от П-35 по детайли в конструкцията на въздухозаборника и системата за насочване: поради невъзможността на ПЛ да осъществява ефективна свръзка с ракетата на голяма дистанция, сигналът от радиовизьора се ретранслира от ракетата на субмарината с помощта на самолет-ретранслатор Ту-16РЦ, Ту-95РЦ или вертолет Ка-25Ц. Ракетата също се различава от П-35 по маса и габарити. Системата за ретранслация е приета на въоръжение през 1965 г.: преди това стрелбата с П-6 на голяма далечина е възможна само в режим на автономно самонасочване.

### Прогрес
Ракетата 3М44 „Прогрес“ е резултат от модернизация на приетия на въоръжение във ВМФ комплекс от ракетно оръжие с морско базиране с ПКР П-35, насочена към повишаване на бойната ефективност за сметка на усъвършенстването на системите за управление при съхраняване на външния облик и основните системи на ПКР П-35. Комплексът е предназначен за поразяване на ударни групировки, крайцери, разрушители, десантни кораби и големите транспорти на противника. Далечината на стрелба е увеличена от 270 до 460 км. Комплексът „Прогрес“ е приет на въоръжение през 1982 г.
Основната разлика на 3М44 от базовите модификации е подобряване на защитата от смущения на канала за връзка с кораба-носител. Височината на финалния участук от полета е снижена до 25 метра, което намалява дистанцията за поразяване на ракетата от неприятелските ЗРК с малък радиус на действие, а дължината на финалния участък от полета е увеличена от 20 км до 50 км. Също ракетата вече носи система за автоматичен избор на целите и може да осъществява селекция при отсъствие на оператор.

## ТТХ[3]
- Дължина: 9,45 – 10,0 м (9,75 м)
- Диаметър: 0,76 м (0,88)
- Стартова маса: 4,035 – 4,2 т
- Скорост: 1250 км/ч
- Далечина на стрелбата: 15 – 250 км (80 – 350)
- Височина на полета: 100/4000/7000 м
- Точност на стрелбата (КВО): 0,5 – 1,5 км.
- Тип на бойната част
  - фугасно-кумулативна
  - ядрена

## Оценка на проекта
За своето време, П-35 и нейните модификации са ефективно и опасно оръжие. Насочването по радиовизьор позволява да се осъществява избор на целите и селекция на смущенията с много по-голяма точност, отколкото са възможностите на автоматиката от онова време. Високата скорост на ракетата прави почти невъзможно прихващането ѝ от артилерийски огън, а мощната бойна част позволява да се поразяват кораби от всеки клас на значителна за времето си дистанция.
Въпреки това, ракетата има редица недостатъци, главен от които е голямата височина на маршевия участък от полета, което облекчава откриването на ракетата от радарите на противника. Далекобойните зенитни ракетни комплекси, като RIM-8 „Talos“, могат да поразят П-35 на дистанции до 100 – 150 км още на маршевия участък. Освен това, скоростта на ракетата е под скоростта на изтребителите от нейното време (към началото на 1960-те вече достигаща скорост М=2), което позволява на палубните прихващачи да я свалят още на маршевия участък.

## Коментари
1. ↑  Радиохоризонтът за ниските антени на подводниците е значително по-близо, отколкото за високо разположените антени на надводния кораб при същата височина на полета на ракетата.